# Дуумвир
Дуумвири или Дуовири (Duumvir, Duumviri; Duoviri) (на латински: duumvir, „един от двамата мъже“; оригинално в мн. ч. duoviri „двамата мъже“) e понятие за различни видове държавна служба от двама мъже в Древен Рим. Служителят от тази колегия е наричан Дуовир или Дуумвир. Дуовири е по-старата форма. По време на империята се наричат дуумвири (Duumviri).
По време на Римската република са предпочитани колегии от двама служители, но има и колегии като Tresviri, Децемвири (Decemviri) или Квиндецимвири (Quindecimviri).

## Duoviriна град Рим
- Duoviri perduellionis. Колегия за преследване на държавна измяна, Perduellio
- Duoviri sacris faciundis. Отговорни за Сибилските книги. През 367 пр.н.е. са сменени от Decemviri
- Duoviri agris dandis assignandis. Служители за даването на земя.
- Duoviri navales. Отговарящи за обнарудването и ръководенето на флотата.
- Duoviri aedi dedicandae, faciundae, locandae. Служители за освещаване, строеж, обнарудване на един храм.
- Duoviri viis purgandis. Служители за чистенето на улиците.
- Duoviri aquae perducendae. Служители за водоснабдяването.

## Duoviriна гражданските колонии и муниципиумите
От 4 век пр.н.е. Duoviri са управляващите служители на римското право на една римска колония или муниципиум, ако не е поставен префект или градски комисар. Те са като копие на римския консулат.
Служат като duumviri iure dicundo и изпълняват правосъдието на ниша степен, заверяват документи. Те свикват народното събрание, провеждат различни избори. Избирани са от кръга на декурионите за една година и по-старият има предимство. Тази служба съществува до 5 век.